# 2789 Foshan
2789 Foshan este un asteroid din centura principală, descoperit pe 6 decembrie 1956 de Observatorul Zijinshan.